# Gaston Duffour
Gaston-Constant-Gustave-Adolphe Duffour, francoski general, * 1875, † 1953.